# Ca Thành
Ca Thành là một xã thuộc tỉnh Cao Bằng, Việt Nam.

## Địa lý
Xã Ca Thành nằm ở phía tây bắc huyện Nguyên Bình, có vị trí địa lý:
- Phía đông giáp xã Triệu Nguyên và xã Vũ Nông
- Phía tây giáp tỉnh Bắc Kạn
- Phía nam giáp xã Mai Long và xã Phan Thanh
- Phía bắc giáp huyện Bảo Lạc và xã Yên Lạc.

Xã Ca Thành có diện tích 78,53 km², dân số năm 2019 là 3.386 người, mật độ dân số đạt 43 người/km².
Trên địa bàn xã có sông Neo và suối Nộc Soa chảy qua. Quốc lộ 34 chạy qua phần phía đông bắc của xã.

## Lịch sử
Sau năm 1975, Ca Thành là một xã thuộc huyện Nguyên Bình.
Đến năm 2019, xã Ca Thành được chia thành 12 xóm: Cao Lù, Khuổi Trà, Khuổi Mỵ, Khuổi Vầy, Nộc Soa, Lũng Lỳ, Nà Đoong, Nặm Kim, Nặm Dân, xà Pèng, Tà Phình, Khuổi Ngọa.
Ngày 9 tháng 9 năm 2019, Hội đồng Nhân dân tỉnh Cao Bằng ban hành Nghị quyết số 27/NQ-HĐND về việc:
- Sáp nhập xóm Khuổi Trà vào xóm Nặm Dân
- Sáp nhập xóm Khuổi Vầy vào xóm Khuổi Mỵ.

## Hành chính
Năm 2021 sau sáp nhập Xã Ca Thành được chia thành 9 xóm: Cao Lù, Khuổi Mỵ, Lũng Lỳ, Nà Đoong, Nặm Dân, Nặm Kim, Nộc Soa, Khuổi Ngọa, xà Pèng
.